# グリニッジ・パーク

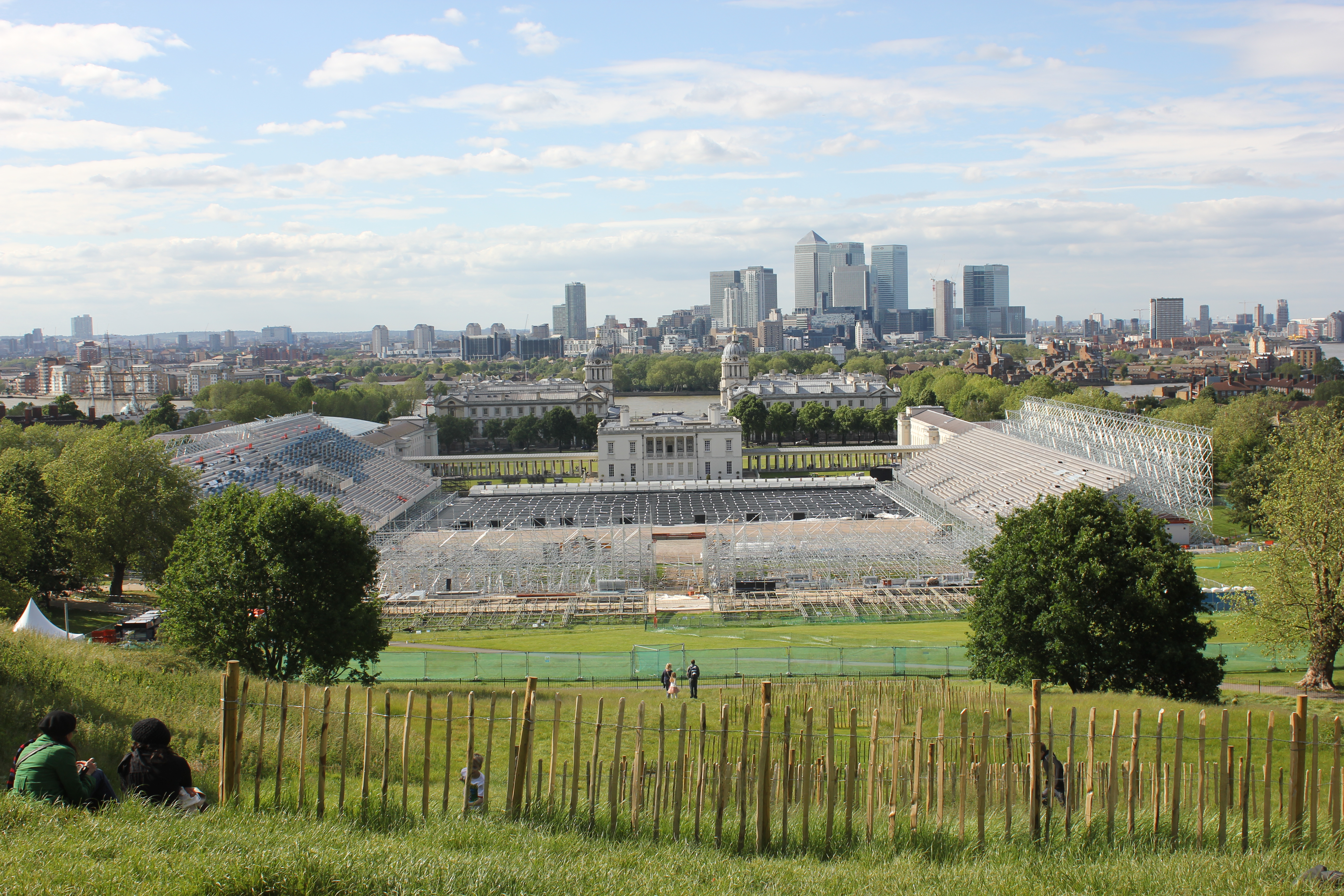
2012年ロンドン五輪の馬術会場

グリニッジ・パーク（Greenwich Park）は、ロンドン南東部グリニッジにある公園。ロンドンの王立公園の一つであり、世界遺産に登録されている。総面積は74ヘクタール。
元はプラセンティア宮殿（グリニッジ宮殿）の敷地であり、歴史的建造物が点在する。
グリニッジ天文台、クイーンズ・ハウス、王立海軍学校（グリニッジ王立海軍大学校）、国立海事博物館などがある。また公園の近くに扇博物館やグリニッジ・シアターもある。
2012年のロンドン五輪では馬術、近代五種のうち馬術、コンバインドが行われた。この際は会場に適していないと主張した近所住民に12000名の署名が集められた。